# 九竜湖駅
九竜湖駅（きゅうりょうこえき）は、中華人民共和国江蘇省南京市江寧区清水亭西路と長亭路の交差点の西側にある、南京地下鉄3号線の駅である。

## 歴史
- 2015年4月1日3号線の駅として開業。

## 駅構造

### のりば
| 番線 | 路線            | 方面                                   | 行先        |
| ---- | --------------- | -------------------------------------- | ----------- |
|      | 南京地下鉄3号線 | 星火路・林場・南京北駅・花旗営 方面    | 琥珀泉 行き |
|      | 南京地下鉄3号線 | 誠信大道・東大九竜湖校区・秣周東路方面 | 秣陵 行き   |

## バス路線
最寄りのバス停留所は清水亭西路の1停留所である。
- 双竜大道1、3出口付近
- 南京公交集団97系統菊花台公園行き/安徳門大街·東向花行き

## 隣の駅
南京地下鉄
■3号線
天元西路駅 - 九竜湖駅 - 誠信大道駅